# August von Wächter
Freiherr Johann August von Wächter zu Lautenbach, auch August Waechter-Lautenbach (* 3. April 1807  in Den Haag; † 3. August 1879 in Lautenbach) war ein württembergischer Diplomat und Politiker.

Wächter-Lautenbach

## Herkunft
August von Wächter entstammte einer altwürttembergischen Beamtenfamilie und gehörte der evangelischen Kirche an. Er wurde als Sohn des Diplomaten August Heinrich Christoph Freiherr von Wächter (1776–1852) geboren. Die Mutter hieß Marie Sophie geborene Haagen (1782–1831). August von Wächter hatte vier ältere Geschwister, darunter einen Bruder. Wächters Vater war  württembergischer Legationsrat und seit 1807 Geschäftsträger des Königreichs Württemberg in Den Haag und Brüssel sowie später in Frankfurt. Mit königlichem Dekret vom 19. September 1819 erfolgte dessen Erhebung in den württembergischen Adelsstand. Am 1. August 1823 erwarb dieser mit einem Kaufpreis von 75.000 Gulden den Lautenbacher Hof im Oberamt Neckarsulm. Am 18. Juni 1825 wurde die Familie Wächter zu Lautenbach in den erblichen württembergischen Freiherrenstand erhoben.

## Leben und Politik
August von Wächter machte wie sein Vater eine Karriere im diplomatischen Dienst des Königreichs Württemberg. Als königlicher Kammerherr und Geheimer Legationsrat war er in diplomatischer Mission unter anderem in St. Petersburg und während der Deutschen Revolution 1848/49 am badischen Hof in Karlsruhe. Von dort meldete er über den speziellen Verlauf der Badischen Revolution  „alarmierende Dinge“ nach Stuttgart. In den fünfziger und sechziger Jahren des 19. Jahrhunderts war Wächter als Staatsrat außerordentlicher württembergischer Gesandter und bevollmächtigter Minister in Paris. Im Herbst 1857 kam er in seiner Funktion als Botschafter zum Zweikaisertreffen nach Stuttgart. Im Vorfeld des Sardinischen Kriegs erhielt Wächter vom Außenminister Hügel aus Stuttgart die Mahnung, pünktlicher und sorgfältiger über die Politik der französischen Regierung zu berichten.   Am 9. Januar 1871 wurde Wächter als Nachfolger von Adolf Graf von Taube württembergischer Außenminister. Als solcher gehörte er am 26. Februar 1871 zu den Unterzeichnern des Vorfriedens von Versailles. Im Großherzogtum Baden wurde das Außenministerium nach der Reichseinigung abgeschafft, in Württemberg ähnlich wie beim größeren Nachbarn Bayern an einer eigenen Außenpolitik aus Prestigegründen festgehalten. Wächter wollte die Aufgaben des Außenministeriums und die der württembergischen Gesandtschaften in vollem Umfang erhalten und wusste sich in dieser Frage im Einklang mit dem König, jedoch nicht mit der Mehrheit der Abgeordneten in der Zweiten Kammer. Wächter als Außenminister bestärkte König Karl in seiner kritischen Haltung gegenüber Preußen. König Karl empfand insbesondere seit der Reichsgründung von 1871 die Regierung in Berlin als ständige Bedrohung der württembergischen Eigenstaatlichkeit. In dieser Haltung wurde er durch den königlichen Kabinettschef Freiherr von Egloffstein gestärkt.  Auf Wächters Empfehlung blieb König Karl dem im Jahre 1872 stattfindenden Dreikaisertreffen in Berlin demonstrativ fern. Wegen seiner zögerlichen Amtsführung geriet Wächter in Konflikt mit Hermann von Mittnacht, der auf die Ablösung des Außenministers zu seinen eigenen Gunsten drängte. Am 27. August 1873 trat Wächter von seinem Amt zurück, nicht zuletzt auch auf Grund des Drucks aus der Kammer der Abgeordneten, die mit 62 zu 11 Stimmen forderten, dass das  Außenministerium aus Kostengründen mit einem anderen Departement zusammengelegt werden sollte.

## Familie

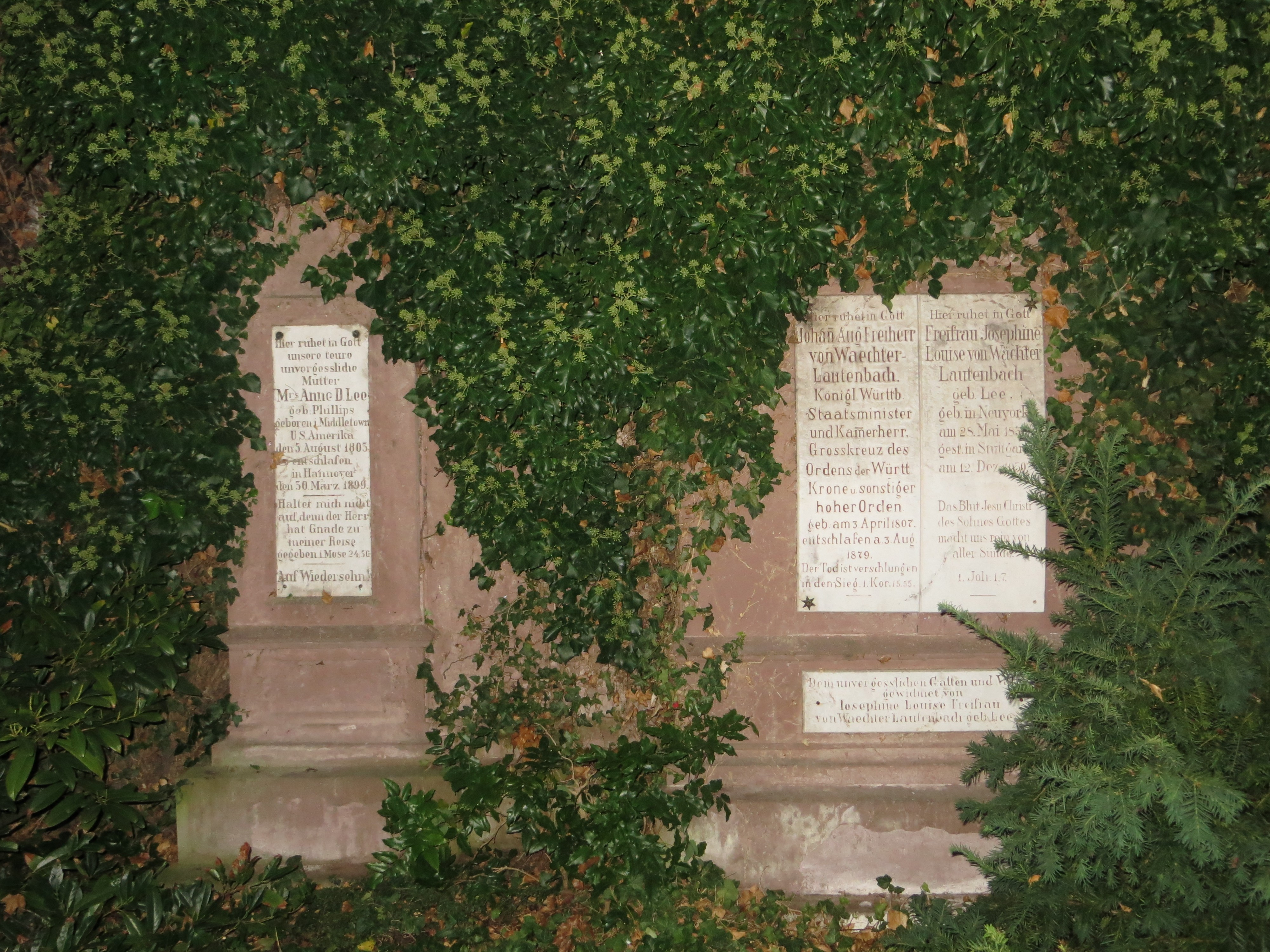
Grab August von Wächters in Bad Friedrichshall-Kochendorf

Seit dem Tod seines älteren Bruders Christoph Ludwig Freiherr von Wächter im Jahre 1856 war August von Wächter Fideikommissherr auf dem ererbten Hof in Lautenbach. Am 19. Dezember 1855  heiratete er in Paris die reiche Amerikanerin  Josephine Lee (* 1833 in New York; † 1930 in Stuttgart). Sie war die ältere Schwester von Mary Esther Lee (* 1837; † 1914), verwitwete Fürstin von Noer, welche 1874 den späteren Generalfeldmarschall Alfred Graf von Waldersee heiratete.  Im Jahre seiner Hochzeit 1855 betrieb August von Wächter die Aufnahme des Lautenbacher Hofes in den Gemeindeverband Oedheim, um das dortige Bürgerrecht zu erlangen. Das Ehepaar von Wächter war im Oberamt Neckarsulm und insbesondere in Oedheim als großzügiger Gönner zahlreicher sozialer Einrichtungen und Stiftungen bekannt und geschätzt. Die Witwe Josephine Freifrau von Wächter-Lautenbach zählte zu den reichsten Frauen des Königreichs Württemberg. Aus der Ehe von August und Josephine von Wächter-Lautenbach entstammten die Tochter Blanche (* 1856; † 1941) und der Sohn Oleg-Ludwig (Louis) von Wächter-Lautenbach (1861–1940), der ohne Nachkommen verstarb. Blanche von Wächter hatte am 2. Oktober 1879 in Lautenbach den württembergischen Kammerherrn und Rittmeister Julius Friedrich Eli Freiherr von Palm (* 1856; † 1929) geheiratet. Nach dem Tod der Blanche von Palm kam der Lautenbacher Hof an eine Erbengemeinschaft, die Freiherr von Palm’sche Erbengemeinschaft in Künzelsau.

## Ehrungen
- 1844 – Ritterkreuz des Ordens der Württembergischen Krone[18]
- 1853 – Kommenturkreuz des Ordens der Württembergischen Krone[19]
- 1856 – Komtur I. Klasse des Friedrichs-Ordens[20]
- Großkreuz des Ordens Isaballas der Katholischen[21]
- 1852 – Kommandeur 1. Klasse des königlich-hannoverschen Guelphen-Ordens[21]
- Ritter 2. Klasse des kaiserlich-russischen St.-Annen-Ordens[21]
- Kommandeur des großherzoglich-badischen Ordens des Zähringer Löwen[21]
- Ritter des Civil-Verdienst-Ordens der königlich-bayerischen Krone[21]